# Blean
Blean es localidad inglesa en el condado de Kent, Reino Unido, constituida como parroquia civil. Se sitúa a medio camino entre el pueblo costero de Whitstable y la ciudad de Canterbury. Es conocido en la zona por la Reserva Natural Nacional del Bosque de Blean (en inglés, Blean Woods National Nature Reserve).
Según el escritor inglés Edward Hasted en su libro The History and Topographical Survey of the County of Kent (1778), el actual pueblo se ubicaba en un antiguo bosque real llamado Blean, que formaba parte del hundred de Westgate.
El nombre Blean procede posiblemente del inglés antiguo Blea, que significa "terreno accidentado".